# Jüdischer Friedhof (Leihgestern)

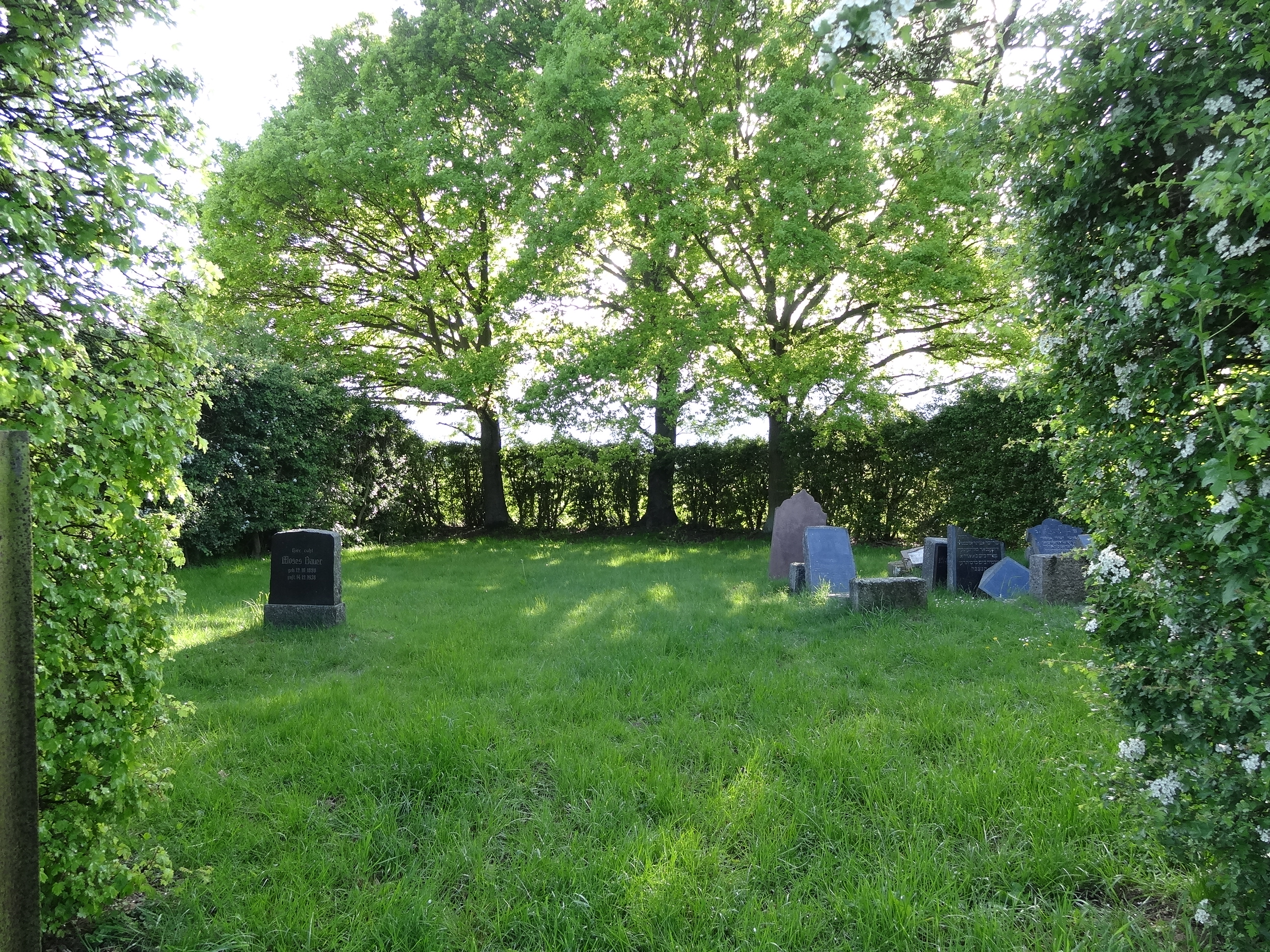
Jüdischer Friedhof in Leihgestern

Der Jüdische Friedhof in Leihgestern, einem Stadtteil von Linden im mittelhessischen Landkreis Gießen, wurde 1887 angelegt. Der Jüdische Friedhof, nördlich des Ortes auf freiem Feld, ist ein geschütztes Kulturdenkmal.
„Sein baumbestandenes, von einer Hecke umschlossenes Areal, das 483 m² umfasst, enthält nur noch wenige Grabsteine. Als letzter materieller Hinweis auf die jüdischen Familien, die spätestens seit Mitte des 18. Jahrhunderts in Leihgestern ansässig waren...“